# Plecodus paradoxus
Plecodus paradoxus és una espècie de peix de la família dels cíclids i de l'ordre dels perciformes.

## Morfologia
- Els mascles poden assolir 30 cm de longitud total.[1][2]

## Alimentació
Menja escates de peixos.

## Hàbitat
És una espècie de clima tropical.

## Distribució geogràfica
Es troba a Àfrica: llac Tanganyika.